# IC 2533
IC 2533 је елиптична галаксија у сазвјежђу Шмрк (Пумпа) која се налази на листи објеката дубоког неба у Индекс каталогу.
Деклинација објекта је - 31° 14' 42" а ректасцензија 10h 0m 31,5s. Привидна величина (магнитуда) објекта IC 2533 износи 11,9 а фотографска магнитуда 12,9. IC 2533 је још познат и под ознакама ESO 435-27, MCG -5-24-17, PGC 28948.